# 黃銻礦
黄锑矿（英語：Cervantite），又称锑赭石，是一种含锑的氧化物矿物，化学式为Sb3+Sb5+O4（四氧化二锑）。
它于1850年发现于西班牙加利西亚卢戈安卡雷斯山脉塞尔万特斯，并以此地命名。该矿物曾受到质疑和否认，直到1962年发现产自塞尔维亚Brasina的Zajaca-Stolice区的矿物而重新得到确认。它是含锑矿物的次生蚀变产物，主要为辉锑矿。

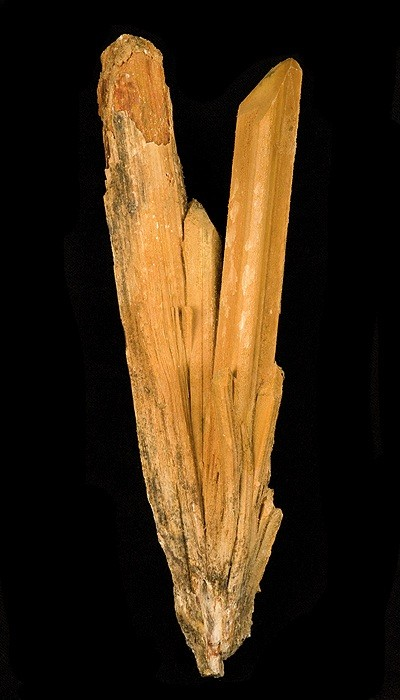
替代辉锑矿生成的黄锑矿与锑华，来自中国湖南锡矿山矿（尺寸：16.1 x 5.0 x 3.0 cm）